# ستيفان مور
ستيفان مور (بالإنجليزية: Stefan Moore) (28 سبتمبر 1983 ببرمنغهام في المملكة المتحدة - ) هو لاعب كرة قدم بريطاني في مركز الهجوم. شارك مع منتخب إنجلترا تحت 16 سنة لكرة القدم ومنتخب إنجلترا تحت 17 سنة لكرة القدم ومنتخب إنجلترا تحت 19 سنة لكرة القدم. أما مع النوادي، فقد لعب مع أستون فيلا وبورت فايل وسانت نيوتس تاون وكوينز بارك رينجرز وليستر سيتي ونادي تشيسترفيلد ونادي ميلوول ونادي والسول وHalesowen Town F.C. ‏ ونادي كيدرمينستر هاريرز لكرة القدم وBrackley Town F.C. ‏ ونادي ليمنجتون وSolihull Moors F.C. ‏.

## وصلات خارجية
- ستيفان مور على موقع قاعدة بيانات كرة القدم.إي يو (الإنجليزية)
- ستيفان مور على موقع Soccerbase.com (لاعب) (الإنجليزية)
- ستيفان مور على موقع Soccerway.com (الإنجليزية)
- ستيفان مور على موقع عالم كرة القدم.نت (الإنجليزية)